# Thymus spinulosus
Thymus spinulosus ist eine Pflanzenart aus der Gattung der Thymiane (Thymus) in der Familie der Lippenblütler.

## Beschreibung
Thymus spinulosus ist ein kleiner Strauch, dessen aufsteigende Stängel aus einer holzigen Basis wachsen und rundherum behaart sind. Kriechende Stängel fehlen oder es sind nur einige wenige kurze vorhanden. Die Laubblätter sind 9 bis 12 mm lang und 1,5 bis 2,5 mm breit. Sie sind krautig, grünlich, lanzettlich, nahezu spitz, oftmals auf der Oberseite spärlich borstig behaart. Die Mittelrippe ist deutlich erkennbar, die Seitenadern sind eher unauffällig.
Die Blütenstände sind köpfchenförmig. Die Tragblätter besitzen unauffällige Seitenadern, sind krautig und grünlich, die untersten gleichen den Laubblättern, die oberen sind etwa 7 mm lang und 3 mm breit und mehr oder weniger eiförmig. Der Kelch ist 3,5 bis 5 mm lang, grünlich und dicht rötlich drüsig. Die oberen Zähne sind bis zu 1,2 cm lang, lanzettlich und bewimpert. Die Krone ist weißlich.
Die Chromosomenzahl beträgt 2n = 56.

## Vorkommen und Standorte
Die Art kommt in den Bergen des südlichen Italiens und Siziliens vor.